# 林昀蒂
林昀蒂（Lin Yun-Di / Jordi / 蒂蒂，1997年11月22日—）是臺灣男子跳水運動員、公眾人物。主要項目為1公尺跳板、3公尺跳板和3公尺混合雙人。
是中華隊積極培育的選手。自2016年比賽至今，蟬聯7年臺灣跳水男子公開組冠軍，為臺灣目前最具代表性跳水選手之一。
目前也創立JorDiving就跳水俱樂部，希望競技運動走向休閒，開放大眾體驗及培養興趣，同時希望培育更多的選手，為第一位臺灣人所創立的跳水俱樂部。
原就讀東南科技大學休閒事業管理學系，後已轉學至輔仁大學體育學系競技組，與臺北富邦勇士曾祥鈞為同班同學，後再度轉學至臺北市立大學水上運動學系，並於2020年畢業，研究所就讀台北市立大學競技運動訓練研究所。
博士班校讀中國文化大學運動教練研究所博士班
2016 年開始接連於幾項國內外大賽獲得好成績，也代表台灣參加2017年夏季世界大學運動會，中斷台灣20年無人參賽跳水項目的紀錄。同時也因為泳褲脫落而在世大運中爆紅。
擔任2020東京奧運，愛爾達電視跳水講評，因講評時說出『質量』一詞，登上熱搜。
2022年起擔任中華民國游泳救生協會副秘書長一職，推展水域安全及水域活動相關教育。
2022年參與節目超級王牌棒球隊跨足實景節目拍攝，由教練黃忠義、陳文賓、鄭達鴻、方昶詠、林其緯、黃紹熙領軍，於其中擔任中外野手，是隊中年紀最小成員，為該隊盜壘王，在球場上以良好的速度及高盜壘成功率擔任第一棒或第九棒，在節目中以搞笑主持、賣力表現為人所知。
2022全國總統盃跳水錦標賽，為林昀蒂以學生身份代表臺北市立大學參與的最後一場國內賽事，同時也獲得冠軍，並蟬聯7年臺灣跳水公開組冠軍，至於碩士畢業後是否從事跳水競賽或轉任教練本人尚未表態。
2024年參與中國江門舉辦第11屆2024亞洲跳水錦標賽，和搭檔李澤林拿下男子雙人3公尺跳板第五名。

## 生涯簡歷

### 體操
於7歲進入體操俱樂部訓練，為台北市體操協會選手，國中時期正式進入南港國中體操隊，並在99年全國體操金標賽拿下團體第五名的成績，體操時期並無顯著成績，但卻為日後跳水及彈翻床運動奠定下良好基礎。

### 彈翻床
高中時期開始訓練，並參與比賽。在林祥威教練的指導下，於103年全國彈翻床錦標賽獲得個人第二名的成績，並於隔年104年，林昀蒂在高中男子組拿下第一面的個人全國彈翻床體操金牌。

### 跳水
在高中時，他偶然地在網路上發現臺灣的跳水比賽，於是抱著滿腔熱血打電話去詢問，而跳水委員會的巫影潭老師便對他感到非常好奇。
在得知林昀蒂原是體操選手之後，馬上讓他參加比賽，還特別介紹給楊美玲教練，讓他到敦化國小跟著接受訓練，在楊美玲教練的指導下，他也順利在當年度的比賽中拿到屬於他的第一面跳水金牌。

### 2017年夏季世界大學運動會
入選世大運培訓隊後，讓林子翔教練領兵，與賴昱燕搭配，參加3公尺混合雙人項目，同時也參加個人1公尺跳板。本次世大運為林昀蒂首次參與國際型綜合賽事。
林昀蒂於 2017年夏季世界大學運動會中個人的參賽項目為 1 公尺跳板，可惜在預賽遭到淘汰，而和賴昱燕搭擋參加的混合 3 公尺跳板，則以五回合總成績 177.51 分，排名第 10。
此次比賽也讓林昀蒂嘗試到爆紅滋味，在第三輪比賽中403B動作完成準備上岸時，褲子脫落，現場觀眾驚呼，同時也登上新聞媒體版面，被網友封為台灣最美翹臀，同時也被熱搜，並獲得天菜排行榜的美譽。

### 超級王牌棒球隊
巨宸製作為台灣製作首部運動實境節目，民視播出，為林昀蒂出道作品，2022年參與節目超級王牌棒球隊跨足實景節目拍攝。
由教練黃忠義、陳文賓、鄭達鴻、方昶詠、林其緯、黃紹熙領軍，於其中擔任中外野手，是隊中年紀最小成員，為該隊盜壘王，在球場上以良好的速度及高盜壘成功率擔任第一棒或第九棒，在節目中以搞笑主持、賣力表現為人所知。
節目第十二集，與中華職棒亨達長青棒球隊OB選手隊戰之中，四局上半敲出場內全壘打，突破攻擊低潮帶領團隊拿下勝利，獲得該場比賽MVP。為該節目第一位敲場內全壘打的隊員，第二位敲出全壘打的隊員。
節目第十三集，與中華職棒統一7-ELEVEn獅對戰，六局上半平飛安打帶起攻勢，之後成功盜壘三壘壘包，因飛快速度及強勁衝擊力將壘包產起，使其受到主播卓君澤及常富寧大力讚賞。

## 國際賽事、特殊獎項
國內不斷拿到佳績後，林昀蒂也開始擁有出戰國際賽的機會，他和搭檔賴昱燕一起出征 2017 阿姆斯特丹跳水錦標賽，卻不慎於賽前在中國訓練時練習受傷，傷及右腳阿基里斯腱，但在教練的調度之下，即便在賽前練習狀況不理想，但比賽時卻正常發揮，順利完成兩人的合作，並無因傷勢影響搭檔，最後仍在 3 公尺跳板混雙項目獲得銅牌。
於2017年代表中華台北參加2017年夏季世界大學運動會，中斷台灣20年來無人參賽的紀錄，也是台灣近期最出色的跳水選手之一，與搭當賴昱燕參加3公尺混雙項目獲得第十名佳績。同時也在混合雙人比賽中，因為褲子脫落，而造成全場觀眾驚呼，而登上新聞媒體。因為此事，林昀蒂也獲得台灣最美翹臀的稱號。
2017香港跳水公開賽，為2017最後一場國際賽事林昀蒂在個人1公尺跳板中獲得第八名。
2018澳門國際跳水公開賽，是2018年年度最後一場國際賽事，林昀蒂在1公尺跳板中獲得第三名，在混合雙人跳板中獲得第三名。
2018年中華跳水隊移地訓練至中國廣州，由前馬來西亞國家隊總教練楊柱樑親自指導。

### 2019年印度亞洲分齡跳水錦標賽
這是在世大運後首次參加的亞洲級跳水賽事，可惜因失誤而與獎牌擦身而過。
賽前為提高整套動作難度，林昀蒂特別至中國深圳進行為期六個月的密切訓練，其教練為麥仲民、及前中國國家隊教練藍衛、2011年世大運金牌林勁，使得整套難度提升，為目前台灣成套動作難度最高之選手。

### 2019年澳門國際跳水公開賽
於亞洲分齡跳水錦標賽調整難度後失利後，再次參加澳門國際跳水公開賽，教練希望在今年最後一場國際賽中，將所有新動作放上，有助於調整明年比賽，於是在1公尺跳板使用5152B等大難度動作，獲得了1公尺跳板第二名，3公尺跳板第二名。

### 2019臺北市立胡適國民小學40週年傑出校友
林昀蒂獲選為臺北市立胡適國民小學40週年傑出校友，同樣獲得此項殊榮的還有中華隊女子排球選手蕭湘凌。

### 2020東京奧運
擔任愛爾達電視跳水講評，因講評時說出『質量』一詞，登上熱搜。與網友在愛爾達電視留言區進行激烈討論，也說明自己說『質量』一詞是因從訓練跳水開始，教練團隊也都這麼說，且『質量』一詞包含跳水動作的所有細節：預備、走板、起跳、翻騰、打開、入水，所有技巧的表現，合起來為高質量動作的展現。加上跳水跳水項目本來就以中國為主導，且各個國家都有中國籍教練的教學，不應該將『質量』一詞認定只有中國可以使用，該詞已被跳水界一致認同。同時也呼籲網友不需將體育與政治結合，請享受比賽，參與比賽。

### 2024第11屆亞洲跳水錦標賽
暨2019亞洲分齡跳水錦標賽後，再度參與州際級比賽，也是林昀蒂首次於國際賽事參與男子雙人3公尺跳板項目，與搭檔中華隊跳水新秀李澤林獲得第五名。

## 個人故事

### 啟蒙階段
從小學習體操，為台北市體操協會ㄧ幼兒體操選手，國中時期正式進入校隊，高中後同時訓練體操彈翻床項目及跳水

### 求學階段
國中時期進入南港國中體操隊，因受傷轉學至成德國中，復原後希望能繼續回到體操場上參賽，因此又回到南港高中體操隊，同時接受彈翻床與跳水訓練。

### 彈翻床
高中時期，臺灣剛引進彈翻床體操，又特別喜歡彈翻床過程中連續翻騰的感覺，當時的體操教練林祥威也特別鼓勵他多去嘗試。在因緣際會下開始訓練，並參與比賽。 在林祥威教練的指導下，林昀蒂在高中三年級時拿下第一面的個人全國彈翻床體操金牌。

### 跳水
從體操轉戰跳水，林昀蒂雖然幸運地在初入跳水運動後不久，即可入選世大運培訓隊，也迅速地進入狀況，然而許多動作與體操看似相同其實卻又有些差異，最難的地方便是改變起跳和完成的姿勢，體操都是平面翻騰，而跳水則是由上而下垂直完成，體操大部分都是由腳落地，而跳水卻是由頭入水，這些都與從小接受的體操訓練有相當大的不同。再加上跳台的高度讓人恐懼卻又得硬著頭皮上，在華麗的翻騰後，還有最難的部分卻也是在跳水項目中非常重要的「壓水花」，這每一環節中的困難都讓跳水訓練格外艱辛。
進入國家隊後於2017年3月至東莞游泳運動訓練中心進行兩個月移地訓練，並參加2017荷蘭阿姆斯特丹國際跳水邀請賽並獲得3公尺混合雙人第三名。此場賽事為林昀蒂首次參與國際賽事。
也參加2017於台北舉辦的2017夏季世界大學運動會跳水項目
跳水在臺灣是非常冷門的項目，所以外在因素如教練的缺乏與場地的限制，也都讓練習變得非常辛苦，也讓這項運動難以繼續發展。因此，他也希望未來能有更多更完善的訓練場地設施，才能培養出更多優秀的跳水運動員。

### 最欣賞的運動員
林昀蒂最欣賞的運動員是美國的 Gregory Louganis，他當年在 1988 年漢城奧運會預賽不慎撞到頭，但在決賽時卻出乎意料地贏回金牌。
這種絕不放棄、亦不害怕的精神，對跳水運動員來說是最重要的，因為每一次從高處落下，都必須要帶著不怕死的決心、不怕摔在水上的疼痛、不怕動作失敗的難過，只要每次站在板上，都是一次新的機會！

## 比賽成績、榮譽
| 年份   | 賽事                     | 項目                    | 搭檔   | 成績           |
| ------ | ------------------------ | ----------------------- | ------ | -------------- |
| 2015年 | 全國彈翻床錦標賽         | 高中男子公開組 網上單人 | －     | 金牌           |
| 2016年 | 全國彈翻床錦標賽         | 大專男子公開組 網上單人 | －     | 銀牌           |
| 2016年 | 全國總統盃跳水錦標賽     | 跳台                    | －     | 金牌           |
| 2016年 | 全國分齡跳水錦標賽       | 跳台                    | －     | 金牌           |
| 2016年 | 全國分齡跳水錦標賽       | 1M 跳台                 | －     | 金牌           |
| 2017年 | 全國總統盃跳水錦標賽     | 1M 跳板                 | －     | 金牌           |
| 2017年 | 全國總統盃跳水錦標賽     | 3M 跳板                 | －     | 金牌           |
| 2017年 | 阿姆斯特丹國際跳水邀請賽 | 3M 跳板 混合雙人        | 賴昱燕 | 銅牌           |
| 2017年 | 臺北城市盃國際跳水邀請賽 | 3M 跳板 混合雙人        | 賴昱燕 | 銅牌           |
| 2017年 | 106年宜蘭全國運動會      | 1M 跳板                 | －     | 銅牌           |
| 2017年 | 106年宜蘭全國運動會      | 3M 跳板                 | －     | 銀牌           |
| 2017年 | 全國分齡跳水錦標賽       | 3M 跳板                 | －     | 金牌           |
| 2017年 | 全國分齡跳水錦標賽       | 1M 跳板                 | －     | 金牌           |
| 2017年 | 全國分齡跳水錦標賽       | 跳台                    | －     | 金牌           |
| 2017年 | 台北世界大學運動會       | 3M 跳板 混合雙人        | 賴昱燕 | 第十名         |
| 2017年 | 香港跳水公開賽           | 1M 跳板                 | －     | 第八名         |
| 2018年 | 全國總統盃跳水錦標賽     | 跳台                    | －     | 金牌           |
| 2018年 | 全國總統盃跳水錦標賽     | 1M 跳板                 | －     | 金牌           |
| 2018年 | 全國總統盃跳水錦標賽     | 3M 跳板                 | －     | 金牌           |
| 2018年 | 2018澳門國際跳水公開賽   | 3M 跳板                 | －     | 第五名         |
| 2018年 | 2018澳門國際跳水公開賽   | 3M 跳板 混合雙人        | 賴昱燕 | 銅牌           |
| 2018年 | 2018澳門國際跳水公開賽   | 1M 跳板                 | －     | 銅牌           |
| 2018年 | 中華民國游泳協會         | 107年度最佳運動員       | －     | 年度最佳運動員 |
| 2019年 | 108年桃園全國運動會      | 1M 跳板                 | －     | 銀牌           |
| 2019年 | 108年桃園全國運動會      | 3M 跳板                 | －     | 銅牌           |
| 2019年 | 2019澳門國際跳水公開賽   | 3M 跳板 混合雙人        | 賴昱燕 | 第四名         |
| 2019年 | 2019澳門國際跳水公開賽   | 3M 跳板                 | －     | 銀牌           |
| 2019年 | 2019澳門國際跳水公開賽   | 1M 跳板                 | －     | 銀牌           |
| 2019年 | 台北市立胡適國小         | 40週年傑出校友          | －     | 傑出校友       |
| 2019年 | 2019亞洲分齡跳水錦標賽   | 1M 跳板                 | －     | 第十二名       |
| 2019年 | 中華民國游泳協會         | 108年度最佳運動員       | －     | 年度最佳運動員 |
| 2021年 | 全國分齡跳水錦標賽       | 1M 跳板                 | －     | 金牌           |
| 2021年 | 全國分齡跳水錦標賽       | 3M 跳板                 | －     | 金牌           |
| 2022年 | 全國總統盃跳水錦標賽     | 1M 跳板                 | －     | 金牌           |
| 2022年 | 全國總統盃跳水錦標賽     | 3M 跳板                 | －     | 金牌           |
| 2024年 | 亞洲跳水錦標賽           | 3M 跳板 男子雙人        | 李澤林 | 第五名         |

## 活動

### 廣告
- 2021｜廣告 imos 《imos手機螢幕保護貼》主角

### 活動
- 2017｜記者會 許書豪 《HOW》水上動作指導

### 綜藝節目
- 2015｜《運動Play吧》（第 331 集，室內運動）
- 2016｜《綜藝大熱門》（2016/04/21，彈翻床表演）
- 2016｜ 衛視中文台 《歡樂智多星》（2016/10/31）
- 2017｜《運動Play吧》（第 447 集，世大運跳水隊專訪）
- 2017｜ 中天娛樂台 《天天樂財神》 (2017/09/18）
- 2017｜ 衛視中文台 《歡樂智多星》 (2017/09/21）
- 2019｜ 民視無線台 八大電視 《綜藝新時代》 (2019/06/07）
- 2019｜ 東森綜合台 《全民星攻略》 (2019/10/03）
- 2022｜ 民視無線台巨宸製作 《超級王牌棒球隊》主持/選手 (2022）

### 書籍
- 2017｜ 商業週刊 《奧運跳水王子的私房健身菜單》推薦序

## 外部連結
- 林昀蒂的 Facebook 粉絲專頁
- 林昀蒂的 Instagram 頁面
- 影／氣場太強沒人敢接近 許淑淨無奈：是面無表情，民視新聞網 （页面存档备份，存于），2022/10/21
- 影／猛男親授運動修復妙招 泡冰塊哀喊：對身體很好，民視新聞網 （页面存档备份，存于），2022/08/23
- 《超級王牌棒球隊》又有人退賽！全員落寞失常　草爺掀復仇之戰，TVBS （页面存档备份，存于），2022/08/12
- 打棒球缺你怎行！實境秀《超級王牌棒球隊》人氣選手、大咖職棒選手TOP10出爐，DailyView網路溫度[]，2022/08/12
- 《超級王牌棒球隊》頂尖好手被國中生K慘狂丟13分！「最美翹臀」林昀蒂成音速小子 嚇傻對手!，YAHOO新聞 （页面存档备份，存于），2022/07/15
- 被丟丟妹當場脫褲子 他求救「經紀人在幹嘛?，聯合報 （页面存档备份，存于），2021/07/07
- 紀亞文韌帶斷休養1年半　24歲「跳水露臀鮮肉」戰棒球實境秀，TVBS （页面存档备份，存于），2021/06/18
- 《超級王牌棒球隊》紀亞文韌帶斷裂拚加入! 「世界最美翹臀」跳水金牌林昀蒂泳褲滑落蜜桃臀爆紅!，民視新聞網 （页面存档备份，存于），2021/06/18
- 林昀蒂跳出人生新篇章，SSU大專學生運動網，2021/05/16
- 跳水／中世大運跳水林昀蒂掉褲子爆紅！「水蜜桃屁屁」5千人看瘋了 （页面存档备份，存于），ETtoday新聞雲 ，2017/08/23